# Nina Lussi
Nina Lussi (23 marzo 1994) è una saltatrice con gli sci statunitense.

## Biografia
La Lussi, attiva in gare FIS dall'ottobre del 2005, ha esordito in Coppa del Mondo il 4 febbraio 2012 a Hinzenbach (44ª) e ai Campionati mondiali a Seefeld in Tirol 2019, dove è stata 10ª nella gara a squadre e 10ª nella gara a squadre mista.

## Palmarès

### Coppa del Mondo
- Miglior piazzamento in classifica generale: 51ª nel 2017